# Pour l'amour du country
Pour l'amour du country est une émission de télévision de variétés diffusée sur ICI ARTV de 2002 à 2018. 
Animée par Patrick Norman, l'émission présente des chanteurs de la scène country franco-canadienne. L'émission a été enregistrée à Moncton devant public durant douze années , puis à Halifax pour les quatre années suivantes. Elle est produite par Connections Productions.
En 2016, l'album Hommage aux pionniers, vol. 1, a été produit à la suite de la diffusion de la quatorzième saison de Pour l'amour du country. 

## Émissions

### Saison 16
1. Andy Bast, Gabrielle Goulet et Nathalie Lord - 22 septembre 2018, 45 minutes
2. Jean-Luc Bujold, Nicole Dumont et Denis Lepage - 29 septembre 2018, 45 minutes
3. Maxime Farago, Allison Fortier et Tomy Paré - 6 octobre 2018, 45 minutes
4. Laurie Leblanc, SV Ray, Yoan et Laurence Doire - 13 octobre 2018, 45 minutes
5. Danny Boudreau, Anick Gagnon et Véronique Labbé - 20 octobre 2018, 45 minutes
6. Carole Daigle, Maggie Savoie, Scott et Gérald Delhunty - 27 octobre 2018, 45 minutes
7. Nathalie Carbonneau, Pierre-Luc Dupuis, Ghyslain Lafleur et Debbie Lynch-White - 3 novembre 2018, 45 minutes
8. Pierre-Luc Dupuis, Paul Daraîche, Brigitte Leblanc, René Turgeon - 10 novembre 2018, 45 minutes
9. Chantal Cliche, Rhéal Leblanc, Guy Marcoux et Denis Miron - 17 novembre 2018, 45 minutes
10. Léo Benoît, Menoncle Jason, Danis Mallais et Diane Morin - 24 novembre 2018, 45 minutes
11. Denis Boudreau, Pierre Côté, Mike LeBlanc et Johanne Provencher - 1er décembre 2018, 45 minutes
12. André Brazeau, Hal Bruce et Guylaine Tanguay - 8 décembre 2018, 45 minutes

### Saison 15
1. Cindy Bédard, Bruce Daigrepont et Kenneth Saulnier - 2 décembre 2017, 45 minutes
2. Paul Hébert, Danny Maillet, John McGale et Johanne Provencher - 9 décembre 2017, 45 minutes
3. Julie Daraîche, Dani Daraîche, Louis Bérubé et Jonathan Godin - 16 décembre 2017, 45 minutes
4. Joëlle Bizier, Daniel Bertrand, Flo Durelle, Maurice Belliveau - 23 décembre 2017, 45 minutes
5. Sarah Dufour, Daniel Goguen, Hert Leblanc et Serge Massé - 30 décembre 2017, 45 minutes
6. Ariane Ouellet, Carl Prévost, Pascal Allard, Laurie Leblanc et Mélanie Pitre - 6 janvier 2018, 45 minutes
7. Marie-Chantal Cartier, Danny Boudreau, Anick St-Pierre, Joseph Stephen, Nathalie Carbonneau - 13 janvier 2018, 45 minutes
8. Boom Desjardins, George Belliveau et Kathy Lavigne - 20 janvier 2018, 45 minutes
9. Jordan Officer, Nathalie Lord et Guylaine Tanguay[4] - 27 janvier 2018, 45 minutes
10. Annie Blanchard, André Varin, Jocelyn Baribeau, Ronald Bourgeois - 3 février 2018, 45 minutes
11. David Bernatchez, Manon Bédard, Jerry Cormier et Jeff Smallwood - 10 février 2018, 45 minutes
12. Syl Dan, Amélie Hall, Karo Laurendeau et Mélanie Morgan - 17 février 2018, 45 minutes

### Saison 14
1. Ginette Reno, Zachary Richard et Paul Daraîche - 3 décembre 2016, 45 minutes
2. Mario Pelchat, Paul Daraîche, Pamela Rooney et Patricia Caron - 10 décembre 2016, 45 minutes
3. Guylaine Tanguay, JC Harrisson et 2Frères - 31 décembre 2016, 45 minutes
4. Johanne Bond, Alex & Caro et Irvin Blais - 7 janvier 2017, 45 minutes
5. Laurence Hélie, Kevin Parent et Michel Roy - 14 janvier 2017, 45 minutes
6. George Belliveau, Daniel Goguen, Rhéal & Manon et Cathy Fried - 21 janvier, 2017, 45 minutes
7. Lennie Gallant, Crystal Plamondon et Chuck Labelle - 28 janvier 2017, 45 minutes
8. Claude Martel, Dani Daraîche, Chantal Massé et Carol Renaud - 11 février 2017, 45 minutes
9. Bernard Adamus, Paul Dwayne, Laurie Leblanc et Véronique Labbé - 18 février 2017, 45 minutes
10. Renée Martel, Bourbon Gautier et Menoncle Jason - 25 février 2017, 45 minutes
11. Danny Boudreau, Nathalie Lord, Luc Tremblay et Tania Patton - 28 février 2017, 45 minutes
12. Pascale Picard, Tire le Coyote et Florent Vollant - 4 mars 2017, 45 minutes

### Saison 13
1. Brigitte Boisjoli, Louis Bérubé, René Turgeon - 5 décembre 2015, 45 minutes
2. Ginette Marie, Hert Leblanc, Irvin Blais - 12 décembre 2015, 45 minutes
3. Les Chercheurs d’Or, Cindy Bédard, Éric Goulet - 2 janvier 2016, 45 minutes
4. Bourbon Gautier, Dylan Perron, Nathalie Ladouceur - 9 janvier 2016, 45 minutes
5. Albert Babin, Diane Morin, Paul Daraîche - 16 janvier 2016, 45 minutes
6. Gildor Roy, Jerry Cormier, Manon Bédard - 23 janvier 2016, 45 minutes
7. Guylaine Tanguay, Lany Richard, Olivier Brousseau - 30 janvier 2016, 45 minutes
8. Chantal Cliche, Etienne Bessette, Stephen Faulkner - 6 février 2016, 45 minutes
9. Renée Martel - 13 février 2016, 45 minutes
10. Dani Daraîche, Jonathan Godin, Patricia Caron - 20 février 2016, 45 minutes
11. Alain Comeau, Breen LeBoeuf, Nathalie Lord, Pierre Guillemette - 27 février 2016, 45 minutes
12. Annie Blanchard, Dans l’Shed, Laurence Jalbert - 5 mars 2016, 45 minutes

### Saison 12
1. Annie Blanchard, Daniel Boucher, Les Mountain Daisies (Carl Prévost et Arianne Ouellet) - 6 décembre 2014, 45 minutes
2. Bourbon Gautier, Jeff Smallwood, Tommy Emmanuel - 13 décembre 2014, 45 minutes
3. Chantal Cliche, Dani Daraîche, Florent Vollant, Hert LeBlanc - 27 décembre 2014, 45 minutes
4. Brian Mallery, Francelle Maria, Mariette Comeau, Wilfred LeBouthillier - 3 janvier 2015, 45 minutes
5. Daniel Léger, Guillaume Cyr, Karo Laurendeau, Vincent Vallières - 10 janvier 2015, 45 minutes
6. Debbie Éthier, Isabel Éthier, Jeff Smallwood, Ron Bourgeois, Danny Boudreau  - 17 janvier 2015, 45 minutes
7. Chantal Archambault, Laurence Hélie, Tire le coyote (Benoit Pinette) - 30 mai 2015, 45 minutes
8. Éric Dion, Gaétan Essiambre, Manuel Castilloux, Martin Hogan - 6 juin 2015, 45 minutes
9. Bernard Duguay, Irvin Blais, Jean et Christiane - 13 juin 2015, 45 minutes
10. Kenneth Saulnier, Zachary Richard - 20 juin 2015, 45 minutes

### Saison 11
1. Chantal Archambault, Gildor Roy, Les Hay Babies (Julie Aubé, Katrine Noël, Vivianne Roy) - 3 mai 2014, 45 minutes
2. Benjamin Bessette, Etienne Bessette, Julie Fournier, Michel Canapé - 10 mai 2014, 45 minutes
3. Joey Tardif, Kathy Lavigne, Paul Daraîche - 17 mai 2014, 45 minutes
4. Jean-Luc Bujold, Pascal Lejeune (avec Isabelle Thériault), Patrice Michaud - 24 mai 2014, 45 minutes
5. Bourbon Gautier, Kenneth Saulnier, Lisa LeBlanc - 31 mai 2014, 45 minutes
6. Claude Martel, Nathalie Ladouceur, Patricia Caron, Viateur Caron - 7 juin 2014, 45 minutes
7. Hert LeBlanc, Laurie LeBlanc, Sylvia (Sylvia Beaudry) - 14 juin 2014, 45 minutes
8. Annie Blanchard, Florent Vollant, Irvin Blais, Josiane Comeau, Paul Dwayne- 21 juin 2014, 45 minutes
9. Denis Côté, Guylaine Tanguay, Nicole Dumont,  Violins d'Amérique (André Proulx, Guy Gagner, Myriam Gagner) - 28 juin 2014, 45 minutes
10. Denis Lepage, Florent Vollant, Les Sœurs Martel (Lyne et Denyse Martel), Yves Desbiens, 45 minutes
11. Cindy Bédard, Rhéal Leblanc, Paul Hébert, 45 minutes

### Saison 10
1. Jean et Christiane (Jean Croteau et Christiane Robidoux), Nanette Workman, Les Violons d’Amerique (André Proulx, Myriam Gagné, Guy Gagné) - 7 septembre 2013, 45 minutes
2. Gildor Roy, Laurence Hélie, Steeve Arsenault - 14 septembre 2013, 45 minutes
3. Denis Landry, Diane Morin, Jean-François Breau et Marie-Éve Janvier - 21 septembre 2013, 45 minutes
4. Laurence Jalbert, Richard Séguin - 28 septembre 2013, 45 minutes
5. Bourbon Gautier, Karo Laurendeau, Louis Bérubé - 5 octobre 2013, 45 minutes
6. Jérôme Lemay, Jr, Ray Bonneville, Stephen Faulkner - 12 octobre 2013, 45 minutes
7. Amélie Hall, Georges Hamel, Marc-André Fortin, Michel Lalonde - 19 octobre 2013, 45 minutes
8. Dani Daraîche, Laurie LeBlanc, Rhéal LeBlanc, Scott et Gérald Delhunty - 26 octobre 2013, 45 minutes
9. François Léveillée, Irvin Blais, Véronique Labbé - 2 novembre 2013, 45 minutes
10. Danny Boudreau, Éric Goulet, Lucie Thibodeau, Pierre Guillemette - 9 novembre 2013, 45 minutes
11. Cindy Daniel, David Bernatchez, Isabeau et les chercheurs d’Or (Isabeau Valois et François Gagnon), Paul Daraîche - 16 novembre 2013, 45 minutes

### Saison 9
1. Joëlle Bizier, Paul Dwayne, SylDan (Sylvain Lamothe et Dani Denis) - 7 janvier 2012, 45 minutes
2. Annie Blanchard, Dani Daraîche, Paul Daraîche, Stephen Faulkner - 14 janvier 2012, 45 minutes
3. Elaina Vincent, Laurence Hélie, Paul Hébert, Véronique Labbé - 21 janvier 2012, 45 minutes
4. Guylaine Tanguay, Irvin Blais, Johanne Provencher, Pascal Bessette - 28 janvier 2012, 45 minutes
5. Jonathon Godin, Louis Bérubé, Nicole Dumont, Sid & Mariette (Sydney Ménard et Mariette Labbé) - 4 février 2012, 45 minutes
6. Cayouche (avec Johhny Comeau), John Starr, Nathalie Carbonneau, Ovila Landry - 11 février 2012, 45 minutes
7. Dominic Clément, Georges Hamel, Marie-Chantal Cartier, Mélanie Bessette - 18 février 2012, 45 minutes
8. Chantal Cliche, David Bernatchez, David Jalbert, Valérie Crête - 25 février 2012, 45 minutes
9. Bobby Lalonde, Carole Ann King, Cindy Doire, Jean-Guy Chuck Labelle, 3 mars 2012, 45 minutes
10. Bernard Harvie, Jerry Cormier, Laurie LeBlanc, Serge Bourgeois- 10 mars 2012, 45 minutes
11. Paul Daraîche, Renée Martel, Roch Voisine - 17 mars 2012, 45 minutes

### Saison 8
1. Blou, Cayouche, Mélanie Durand, Ray Bonneville - 28 août 2010, 45 minutes
2. Irvin Blais, Manon Bédard, Nicole Dumont, Paul Dwayne - 4 septembre 2010, 45 minutes
3. Chantal Cliche, Denis Lepage, Michel Canapé, Paul Daraîche - 11 septembre 2010, 45 minutes
4. Claude Cormier, Etienne et Mélanie Bessette, Gilles Descôteaux, Jamie Warren - 18 septembre 2010, 45 minutes
5. Karo Laurendeau, Hert LeBlanc, Renée Martel, Steeve Desmarais - 25 septembre 2010, 45 minutes
6. Bourbon Gautier, Louis Bérubé, Guylaine Tanguay, Vincent Vallières - 2 octobre 2010, 45 minutes
7. Steve Veilleux, Nathalie Carbonneau, Jerry Cormier, George Belliveau - 9 octobre 2010, 45 minutes
8. André Barriault, Annette Campagne, Denis Landry, Linda Rocheleau, Mélanie Grenier - 16 octobre 2010, 45 minutes
9. Crystal Plamondon, Dani Daraîche, Julie Daraîche, Paul Daraîche  - 23 octobre 2010, 45 minutes
10. Joëlle Bizier, Guy Marcoux, Pascal Lejeune, Réjean et Chantal Massé - 30 octobre 2010, 45 minutes
11. Bruce Daigrepont, Châkidor, David Bernatchez, Véronique Labbé - 25 décembre 2010, 45 minutes

### Saison 7
1. Louis Bérubé, Marie-Denise Pelletier - 5 septembre 2009, 45 minutes
2. Michèle O., Paul Daraîche, Wilfred Le Bouthillier - 12 septembre 2009, 45 minutes
3. Franklyne, Georges Langford, Madame Moustache, Steeve Arsenault - 19 septembre 2009, 45 minutes
4. Antoine Gratton, Kenneth Saulnier, Mara Tremblay, Marcella Richard - 26 septembre 2009, 45 minutes
5. Jean et Christiane, Marie-Éve Janvier, et Jean-François Breau, Roger Miron - 3 octobre 2009, 45 minutes
6. Catherine Durand, Denis Richard, Etienne Drapeau, Julie Daraîche - 10 octobre 2009, 45 minutes
7. Luc de LaRochellière, Mélanie Grenier, Michel Russell, Shirley Albert - 17 octobre 2009, 45 minutes
8. Carol Ann King, Chuck Labelle, Marie King, Rhéal Leblanc - 24 octobre 2009, 45 minutes
9. Bruce Daigrepont, Carolyne Jomphe, Danny Boudreau, Darren McGinnis - 31 octobre 2009, 45 minutes
10. Claude Martel, Gervaise Cloutier, Guy Marcoux, Manon Bédard - 7 novembre 2009, 45 minutes
11. Bob White, Johanne Provencher, Marie-Chantal Cartier, Paul Hébert, Robert Leroux, 45 minutes

### Saison 6
1. Danny Boudreau Jesse Farrell, Kevin Parent, Linda Rocheleau - 16 août 2008, 45 minutes
2. Denis Côté, Gord Bamford, Jean et Christiane, Laurence Jalbert - 23 août 2008, 45 minutes
3. Shirley Albert, Johanne Provencher, Louis Bérubé, Vincent Vallières - 30 août 2008, 45 minutes
4. Debbie Myers, Jamie Warren, Jean-François Breau, Kenneth Saulnier - 6 septembre 2008, 45 minutes
5. Claude Cormier, France D’Amour, Ronald Bourgeois, Teresa Ennis - 13 septembre 2008, 45 minutes
6. Bertrand Déraspe, Châkidor, Claude Martel, Joëlle Bizier - 20 septembre 2008, 45 minutes
7. Bourbon Gautier, Jeff Smallwood, Renée Martel, SweetHeart Sisters - 27 septembre 2008, 45 minutes
8. Dani Daraîche, David Bernatchez, Émilie Daraîche, Julie Daraîche, Paul Daraîche, Richard Gauthier - 4 octobre 2008, 45 minutes
9. Florian Gagné, Gaétane Beaubien, Marco Dorval, Sophie Richard - 11 octobre 2008, 45 minutes
10. Annie Blanchard, Damien Robitaille, Florent Vollant, Guylaine Tanguay - 18 octobre 2008, 45 minutes
11. Chantal Cliche, Claudia Asselin, Georges Hamel, Kevin Chase - 25 octobre 2008, 45 minutes
12. Daniel Langlois, Diane Morin, Marie-Chantal Cartier, Robert Leroux - 1er novembre 2008, 45 minutes
13. Caroline Laurendeau, Geneviève Grenier, Gilles Valiquette, JC Harrisson - 8 novembre 2008, 45 minutes

### Saison 5
1. Mike Callan, Dani Daraîche, David Bernatchez, Joëlle Bizier - 18 août 2007, 45 minutes
2. Dominic Clément, Georges Belliveau, Patricia Conroy, Véronique Labbé - 25 août 2007, 45 minutes
3. Isabelle Boulay, Paul Daraîche, Damien Robitaille - 1er septembre 2007, 45 minutes
4. Denis Cormier, Gaëtane Beaubien, Irvin Blais, Steeve Arsenault - 8 septembre 2007, 45 minutes
5. Claude Martel, Daniel Lavoie, Judi Richard, Rhéal LeBlanc - 15 septembre 2007, 45 minutes
6. Aaron Pritchett, Châkidor, Dany Jeffrey, Pier Béland - 22 septembre 2007, 45 minutes
7. Guylaine Tanguay, Jeff Smallwood, Michel Rivard - 29 septembre 2007, 45 minutes
8. André Lejeune, Caroline Laurendeau, Chantal Cliche, Gord Bamford - 6 octobre 2007, 45 minutes
9. Bonita Cormier, Jerry Cormier, Damian Marshall, Danny Boudreau, Paul Dwayne - 13 octobre 2007, 45 minutes
10. Danielle Héroux, Hert Leblanc, J.R. Vautour, Lucie Thibodeau, Pierre Guillemette - 20 octobre 2007, 45 minutes
11. Bluegrass Diamonds, Caroline Levasseur, Mélanie Morgan, Paul Hébert - 27 octobre 2007, 45 minutes
12. Florent Vollant, Jeff Tuttle, Jérôme Lemay, Mariette Croteau - 3 novembre 2007, 45 minutes
13. Carole Ann King, Carolyne Jomphe, Chuck Labelle, J.C. Harrisson - 10 novembre 2007, 45 minutes

### Saison 4
1. Châkidor, Chantal Cliche, Mike Parker, Nicole Dumont
2. Cayouche, Robby Bolduc, Marie-Chantal Cartier, Brad Johner - 1er novembre 2006
3. Don Rigsby, Lou Reid, Marie-Michèle Desrosiers, Paul Hébert
4. Bourbon Gautier, Vincent Vallières, Guylaine Tanguay, Paul Daraîche
5. Spécial Johnny Cash Danny Boudreau, Debbie Myers, Fernand Boudreau, Marcel Soulodre, Pierre Guillemette, Réjean Massé
6. Duane Steele, Marco Dorval, Réjean et Chantal Massé, Chantal Hamel
7. Hert LeBlanc, Jamie Warren, Renée Martel
8. Beverley Mahood, Bonita Cormier, Jerry Cormier, Jonathan Painchaud
9. Denis Champoux, George Canyon, Georges Hamel, Laurence Jalbert
10. André Lejeune, Les Daraîche (Paul, Dani, Julie), Angéle Poirier (La Bolduc), Renée Martel
11. Carolyn Dawn Johnson, Jean-François Breau, Albert Babin, Joëlle Bizier
12. Aaron Lines, Louis Bérubé, Nathalie Carbonneau, Violons d’Amérique
13. Darcy Mazerolle, Debbie Myers, Denise Murray, Jean et Christiane
14. Chuck Labelle, Geneviève Grenier, Johanne Blouin, Paul Dwayne

### Saison 3
1. Bruce Daigrepont, Carole Ann King, Chris Cummings, Mariette Croteau, Patsy Gallant
2. Aaron Pritchett, Claudia Asselin, Jerry Cormier, Patricia Nohva
3. Bobby Hachey, Joëlle Bizier, Louis Bérubé, Marie-Denise Pelletier, Patricia Caron
4. Cayouche, Daniel Gagné, George Belliveau, Manon Bédard
5. Bourbon Gautier, Johanne Provencher, Nathalie Carbonneau, Pierre Bertrand, Pierre Robichaud
6. George Canyon, Guylaine Tanguay, Hert LeBlanc, Marco Dorval
7. Chantal Cliche, Gil Grand, Manuel Tadros, Martin Deschamps, Paul Dwayne
8. Daniel Léger, Danny Boudreau, Edith Butler, Jamie Warren, Mara Tremblay
9. Patricia Conroy, Gildor Roy, Paul Daraîche, Sylvie Tremblay
10. Daniel Lavoie, Debbie Myers, Georges Hamel, Irvin Blais
11. Denise Murray, Godro, Guylaine Royer, Johanne Blouin, Nicole Dumont
12. André Lejeune, Chuck Labelle, Dani Daraîche, Debbie Myers, Robert Paquette
13. Crystal Plamondon, Lou Reid, Marcel Soulodre, Paul Hébert

### Saison 2
1. Georges Hamel, Patricia Nohva   - 28 août 2004, 45 minutes
2. Gizèle Laliberté, Paul Dwayne - 4 septembre 2004, 45 minutes
3. JR Vautour, Josée Truchon - 11 septembre 2004, 45 minutes
4. Bluegrass Diamonds, Daniel Langlois - 18 septembre 2004, 45 minutes
5. Albert Babin, Joëlle Bizier - 25 septembre 2004, 45 minutes
6. Bobby Hachey, Claude Philippe   - 2 octobre 2004, 45 minutes
7. Jerry & Bonita Cormier, Johanne Provencher - 9 octobre 2004, 45 minutes
8. Bobby Hachey, Katia Daraîche, Robert Doyon - 16 octobre 2004, 45 minutes
9. Cayouche, Chantal Hamel - 23 octobre 2004, 45 minutes
10. Guylaine Tanguay, Paul Hébert, Ray Legere - 30 octobre 2004, 45 minutes
11. Guylaine Tanguay, Paul Daraîche - 6 novembre 2004, 45 minutes
12. La Famille Daraîche - 13 novembre 2004, 45 minutes
13. Bourbon Gautier, Michelle Wright - 20 novembre 2004, 45 minutes
14. Jean-Guy Chuck Labelle, Michelle Wright - 27 novembre 2004, 45 minutes
15. Brigitte Leblanc, Denis Champoux - 4 décembre 2004, 45 minutes
16. Denise Murray, Paul MacBonvin - 11 décembre 2004, 45 minutes
17. Les Ours, Stephen Faulkner - 18 décembre 2004, 45 minutes
18. Les Ours
19. Claude McKenzie, Crystal Plamondon
20. Gildor Roy, Mélanie Grenier
21. André Barriault, Debbie Myers, Les Violons d’Amerique
22. Hert LeBlanc, Réjean et Chantal Massé
23. Debbie Myers, George Fox
24. David Bernatchez, Dominic Clément
25. Carole & Marie King, Jason McCoy, Pier Béland
26. Brad Johner, Louis Bérubé

### Saison 1
1. Bélivo (George, Jean et Martin Belliveau), Daniel Boucher, Jeff Smallwood, Martine St-Clair - 2 juin 2001, 45 minutes
2. André Proulx, Bourbon Gautier, Bruce Daigrepont. Manon Bédard, Pier Béland - 9 juin 2001, 45 minutes
3. André Proulx, Bruce Daigrepont, Gary Boudreault, Jerry Cormier, Shirley Myers - 16 juin 2001, 45 minutes
4. Cayouche, Jean-Guy Chuck Labelle, Josée Truchon, Stephen Faulkner - 23 juin 2001, 45 minutes
5. André Barriault, Crystal Plamondon, Jeff Smallwood, Joëlle Bizier, Nancy Dumais - 30 juin 2001, 45 minutes
6. Bobby Hachey, Mara Tremblay, Paul Dwayne, Ronald Bourgeois, Terry Hachey - 7 juillet 2001, 45 minutes
7. Alain Bouliane, Daniel Langlois, Entre 2 avec Terry Cormier et Lynn Lirette Leblanc, Joëlle Bizier, Shirley Myers - 14 juin 2001, 45 minutes
8. Denis Côté, La Famille Daraîche, Les Cowboys Fringants - 21 juillet 2001, 45 minutes
9. Denis Champoux, Denis Richard, Gaye Delorme, Michael Pucci, Paul Daraîche - 28 juillet 2001, 45 minutes
10. Adam Gregory, Diane et Synthia, Loup Noir, Marc Beaulieu, Yanick St-Jacques - 11 août 2001, 45 minutes
11. Francis Audet, Georges Hamel, Michael Pucci, Paul Hébert et ses musiciens, Robert Paquette - 25 août 2001, 45 minutes
12. Bourbon Gautier, Les Fabuleux Élégants, Mario Chenart, Patricia Nohva, Pierre Bertrand – 1er septembre 2001, 45 minutes
13. Chloé Sainte-Marie, Danny Boudreau, Jim Corcoran, Julian Austin, Solange Campagne - 2001, 45 minutes